# Pas moi
Pas moi (Not I) est un monologue dramatique de Samuel Beckett écrit entre 20 mars et le 1er avril 1972 et créé le 22 novembre 1972 au Lincoln Center for the Performing Arts dans le cadre du festival Samuel Beckett.
Pas moi prend place dans le noir total avec un unique rayon de lumière visant la bouche de l'actrice jouant le texte. Elle postée à environ 2,5 mètres au-dessus de la scène et son corps
Le texte raconte, avec une cadence effrénée, la vie d'une femme d'environ 70 ans, abandonnée par ses parents après une naissance prématurée et qui semble souffrir d'un traumatisme lié à une expérience non spécifiée.
Jessica Tandy a joué pour la première fois le monologue aux États-Unis. Beckett l'avait écrit initialement en pensant à l'actrice Billie Whitelaw qui l’interprétera au Royaume-Uni. Neil Jordan en a réalisé une version filmée avec Julianne Moore dans le cadre du projet Beckett on Film.
L'actrice Lisa Dwan a également repris le monologue en 2005 et en 2009 à Londres puis à travers le monde.